# علي الذرحاني
علي الذرحاني

 من مواليد 1960م ذمار، وهو من جيل الثمانينات، ويعتبر من رواد فن الجرافيك في اليمن، بالإضافة إلى زميله الفنان رشاد إسماعيل. تخرج من جامعة حلوان قسم الجرافيك سنة 1987م، وحصل في نفس العام على دبلوم تحسين الخطوط العربية.
يعمل مديرا لإدارة الفنون التشكيلية في عدن. كما انه يعمل مدرسا للفنون الجميلة في معهد (جميل غانم للفنون)، وعين مؤخرا مستشارا للفنون التشكيلية في وزارة الثقافة. شارك في معارض داخلية وخارجية، واقام معرضه الأول في سنة 1983 في الاسكندرية. وله مشاركات متعددة 

## عنه
((على الرغم من امتداد تجربته الفنية مع اللوحة لزهاء ثلاثة عقود، بقي التشكيلي اليمني «علي الذرحاني» مُكرِساً اهتمامه على ما يعتبره مَهمَة ثقافية للتشكيل، تستهدف الارتقاء بوعي المجتمع ومواجهة تناقضاته عبر التأكيد على مكانة العقل والعلم.
بقيت أعمال الفنان «علي الذرحاني»، انطلاقاً من تلك الرؤية، محدودة، ولم يُنظم حتى الآن سوى معرضين شخصيين أحدهم توعوي ضد القات (عشبة يتناولها معظم اليمنيين وقت الظهيرة وتصنفها بعض الدول كمخدر)، بالإضافة إلى مشاركات عديدة في معارض جماعية محلية ودولية، لكنه يقول إن «التشكيل مازال الرئة التي أتنفس منها»، كما «أنني أركز على إبداع يترك أثراً لمدة أطول في الحياة»، يقول «علي» مفسراً إقلاله من تنظيم معارض شخصية، متحدثاً، في السياق ذاته، عن تنوع تجربته الفنية بين (التشكيل والكاريكاتير والخط)، «وإن كان انتمائي يبقى للتشكيل».
على صعيد الخط العربي عَملَ «الذرحاني» على نشر دروس تعليمية مطبوعة لطلاب المدارس في مدينة عدن، حيث يُقيم ويعمل مديراً للفنون التشكيلية في مكتب الثقافة هناك. دَرس الفنان «الذرحاني» الفنون الجميلة، تخصص تصميمات مطبوعة (غرافيك) في جامعة حلوان المصرية، وتخرجَ هناك في عام 1987، كما نال في الإسكندرية دبلوماً في الخطوط العربية، وله بجانب التشكيل والخط أعمال كاريكاتيرية. والمتأملُ في بعض أعمال هذا الفنان سيجدُ تداخلاً بين هذه الفنون، على سبيل المثال، وبالإضافة إلى وجود أعمال يتداخل فيها التشكيل برسوم كاريكاتير، نجده في بعض موضوعات أعماله التشكيلية يعتمد نبرة ساخرة، وهو لا ينكر تأثره تشكيلياً ـ هنا- بالكاريكاتير.)) 
علي الذرحاني' إضافة إلى مواهبه في الفنون أيضا لدية موهبة في النقد الفني، وله كتابات متعددة.

## جوائز
- جائزة الملصق على المستوى اليمني.
- الجائزة الثالثة مناصفة في الملتقى الأول للفنون التشكيلية، وزارة الثقافة صنعاء 1996.